# Theater am Käfigturm
Das Theater am Käfigturm ist ein Privattheater im Zentrum der Schweizer Bundesstadt Bern. Das nichtsubventionierte Theater befindet sich in der Spitalgasse 4 im Mitte der 1920er Jahre erbauten Karl-Schenk-Haus. Es bietet Platz für 329 Gäste und ausserhalb des Theatersaals ein gastronomisches Angebot.

## Geschichte
Die Gründung des Theaters am Käfigturm ging auf eine Idee des Grundeigentümers, der Karl-Schenk-Haus AG, zurück, in dem Gebäude eine Kleinkunstbühne einzurichten. Am 15. September 1967 wurde das Unternehmen unter der Leitung von Hugo Ramseyer mit einem Programm des Clowns Dimitri eröffnet. Zunächst zeigte man überwiegend Pantomime-, Kabarett- und Musicaldarbietungen, doch nachdem das Theater bereits nach kurzer Zeit in finanzielle Schieflage geriet, verzichtete der neue Leiter Bernhard Stirnemann auf die Musicals und nahm stattdessen Lustspiele und Chansonabende ins Programm. Daneben wurde das Theater vom Stadttheater Bern als Studiobühne genutzt.
Von 1970 bis 1972 lag die Leitung in den Händen von Heinz Zimmermann. Er gründete ein eigenes Ensemble und spielte unter anderem auch Stücke zeitgenössischer Schweizer Autoren. 1972 übernahm Franziska Geissler gemeinsam mit Fritz Hauser das Theater und brachte in Zusammenarbeit mit dem Choreographen Alain Bernard tänzerische Darbietungen in den Spielplan ein, unter anderem fanden Ballettvorstellungen des Theaters Basel statt, ausserdem entstand eine mehrjährige Kooperation mit dem Kleintheater Kramgasse 6.
Nachdem sich der Hauseigentümer Mitte der 1970er Jahre entschlossen hatte, das Theater künftig nur noch an einzelne Veranstalter zu vermieten, konnte 1979 mit Roland Morgenegg erneut ein Leiter gewonnen werden, der auch finanzielle Verantwortung übernahm. Anfang der 1980er und der 1990er Jahre gastierte das Stadttheater Bern häufig mit verschiedenen Produktionen, das Haus wird ausserdem regelmässig von Amateurbühnen bespielt. Das Programm bietet heute neben den bereits genannten Veranstaltungen auch Stand-up-Comedy und Mundartkomödien.
Auf Ende Juni 2024 wurde das Theater am Käfigturm geschlossen.